# El Espartero
Manuel García Cuesta dit « El Espartero », né à Séville (Espagne) le 18 janvier 1865, mort à Madrid (Espagne) le 27 mai 1894, était un matador espagnol.

## Présentation
Il était remarquable par son courage et sa détermination face au taureau, et par son stoïcisme devant le danger. On lui doit ces mots bien connus de tout aficionado : « Más cornadas da el hambre » (« la faim donne plus de coups de cornes »).
Il prit l’alternative à Séville le 13 septembre 1885, alternative confirmée le 14 octobre 1885, pour avoir entre les deux participé à une novillada.
Le 27 mai 1894, dans les arènes de Madrid, il est tué lors de l’estocade du taureau « Perdigón » de la ganadería de Miura. Ses obsèques à Séville furent grandioses.

## Carrière
- Alternative le 13 septembre 1885 à Séville ; parrain « El Gordito  » ; taureau « Carbonero » de la ganadería Saltillo.
- Confirmation d’alternative à Madrid le 14 octobre 1885 ; parrain El Gallo.